# 安果陨石坑
安果陨石坑（Ango）是位于月球正面风暴洋和雨海间山区中的一座孤立的小撞击坑，其名称取自非洲男性常用名，1976年被国际天文学联合会批准接受。

## 描述

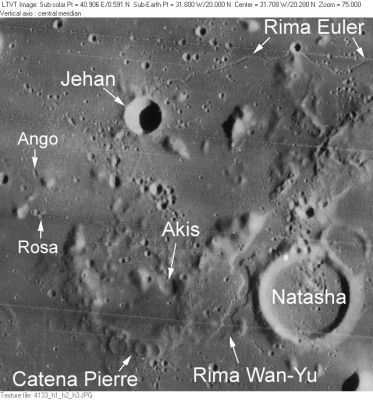
月球轨道器4号拍摄的图像

该陨坑东北靠近洁罕陨石坑，东南和南面毗邻分别更小的阿基斯陨石坑和罗莎陨石坑，崎岖的维诺格拉多夫山坐落在它的北面，东北横亘了欧拉月溪，而它的西南则伸展着万玉月溪和皮耶链坑。
该陨坑中心月面坐标为20°29′N 32°20′W / 20.48°N 32.34°W，直径1.1×0.7公里，深约0.113公里。

安果陨石坑外观呈长条形状，可能形成于一次较低角度的斜向撞击。坑壁最大高出周边地形30米，内部容积约0.03立方公里。